# Deutsche Gesellschaft für Stammzellforschung

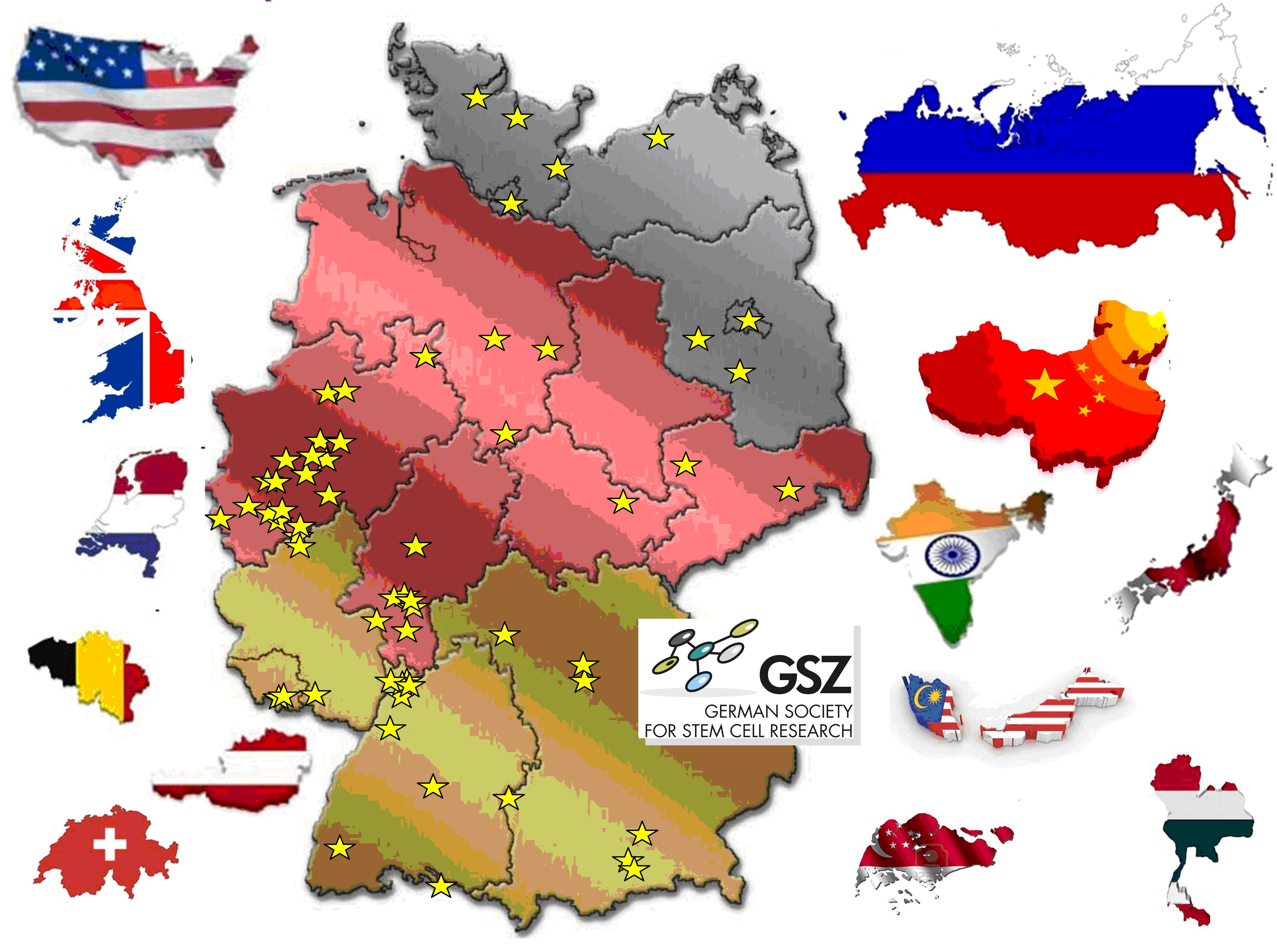
Mitglieder des GSZ

Die Deutsche Gesellschaft für Stammzellforschung (GSZ) ist eine 2003 als gemeinnütziger Verein gegründete Interessenvertretung von Forschern auf dem Gebiet der adulten und der embryonalen Stammzellen im deutschsprachigen Raum.

## Gründung
Der Verein wurde im Jahr 2003 auf Initiative von Jürgen Hescheler gegründet und erhielt im Januar 2003 die zweite Genehmigung nach dem Stammzellgesetz „zum Thema vergleichender Untersuchungen humaner und muriner embryonaler Stammzellen“.
Die Gesellschaft ist als gemeinnütziger Verein tätig, finanziell und politisch unabhängig und beim Vereinsregister des Amtsgerichts Köln unter dem Zeichen VR 14639 seit dem 4. November 2004 eingetragen. Mitglieder der Gesellschaft sind namhafte Forscher und Lehrer an deutschen Hochschulen und außeruniversitären Einrichtungen.

## Zweck der Gesellschaft
Die Gesellschaft vertritt die Interessen ihrer Mitglieder in naturwissenschaftlichen, medizinischen und ethischen Fragen und betreibt Öffentlichkeitsarbeit für dieses Forschungsgebiet. Sie fördert die Erforschung von Stammzellen, unterstützt die Ausbildung des Nachwuchses, wirkt beim Austausch von Wissenschaftlern auf nationaler und internationaler Ebene mit, unterstützt Publikationen und veranstaltet Tagungen und Seminare. Der Verein will das bisher lose Netzwerk der Wissenschaftler bundesweit in einer Plattform für Stammzellforschung bündeln und kompetenter und unabhängiger Berater für alle Fragen der Stammzellforschung sein.